# Ne Zha 2
Ne Zha 2 (xinès simplificat: 哪吒之魔童闹海, pinyin: Nézhā zhī Mótóng Nàohǎi, literalment 'Nezha: El Xiquet dimoni conquista el Rei Drac') és una pel·lícula d'animació xinesa estrenada l'any 2025. Dirigida per Jiaozi, és la seqüela de la reeixida pel·lícula del 2019 Ne Zha, i la trama d'ambdues es fonamenta en la novel·la clàssica La Investidura dels Déus, atribuïda a Xu Zhonglin. El febrer de 2025 va superar els rècords de taquilla històrics de qualsevol pel·lícula d'animació recaptant més de 2.000 milions de dòlars, i convertint-se en la cinquena pel·lícula amb major recaptació en cinemes de la història. S'ha doblat al català.
Estrenada el 29 de gener del 2025, en les festes de l'Any Nou Xinés, fou un èxit a la Xina, fet que provocà que el març s'estrenara a Singapur i Malàisia, i l'abril al Japó. Fora d'Àsia, als EUA s'estrenà el febrer, recaptant uns 18,8 milions de dòlars. A Europa, la pel·lícula arribà al Regne Unit i Irlanda el 21 de març, estrenant-se posteriorment a altres països del continent.

## Trama
Després que Ne Zha i Ao Bing reben l'impacte d'un llamp celestial junts, els seus cossos físics són destruïts. Per evitar que les seues ànimes es dissipen, el mestre Taiyi Zhenren esgota el seu Lotus Sagrat de Set colors per regenerar els seus cossos físics, tot i que encara són fràgils. El pare d'Ao Bing, Ao Guang, el Rei Drac del Mar de l'Est, creient que el seu fill ha mort, ataca la ciutat, alliberant els monstres empresonats baix del seu palau, incloent-hi els altres tres Reis Drac dels Quatre Mars. Ao Bing defensa el pas de Chentang, però a causa de l'esforç realitzat, el seu nou cos es desintegra.
Ao Guang fa un acord d'alto el foc: Ao Bing i Ne Zha compartiran el cos de Ne Zha durant set dies, completaran les tres proves de l'Immortal Wuliang per ascendir a xian i guanyaran una poció que restaurarà el Lotus Sagrat i crearà un nou cos per a Ao Bing; després d'això, les forces d'Ao Guang es retiraran. En les proves, els candidats completen missions supervisades i realitzades normalment per les forces de caça de dimonis de la secta taoista celestial. Ne Zha pren una pastilla per dormir per tal d'amagar la seua naturalesa demoníaca, permetent a l'Ao Bing controlar completament el seu cos temporalment. Superen les dos primeres proves contra un clan de bandolers de marmotes i un mestre que entrena dimonis per preparar-se per a les proves xian, respectivament.
Mentrestant, Ao Guang encarrega al mestre Shen Gongbao —un dimoni lleopard que ha ascendit a la cort de la secta— la supervisió del pas de Chentang i els altres tres reis drac. Gongbao es retroba inesperadament amb el seu germà menut, Shen Xiaobao, qui li explica el setge i el saqueig de la secta al poble de la família Shen, així com la batalla de Ne Zha contra el mestre, que és el seu pare. Xiaobao mor als braços de Gongbao, després d'haver estat ferit mortalment en el seu intent de protegir son pare durant el segon judici de Ne Zha. Mentre la secta es prepara per al següent judici, el pas de Chentang és massacrat pels dracs. Enfurismat, Ne Zha completa la tercera prova sense l'ajuda d'Ao Bing, convertint-se en xian i guanyant la poció. Mentre Taiyi regenera el cos d'Ao Bing, Ne Zha els abandona per unir-se a les forces de Wuliang per atrapar els dracs al calder de la secta, on els dracs es convertiran en elixirs com a venjança per la destrucció del corredor de Chentang.
Els pares de la Ne Zha arriben il·lesos al calder amb Ao Bing i el mestre Taiyi per explicar la veritat. En un flashback, Wuliang ataca Chentang. Gongbao dedueix el paper de Wuliang en l'assetjament de la família Shen, només perquè els tres Reis Drac van trair la seua espècie i s'uneixen a Wuliang. Massacren la gent del poble i enmarquen Ao Guang com un casus belli per destruir els dracs i assegurar la dominació de la secta celestial. Gongbao pren una darrera posició per defensar la ciutat, comprant el temps suficient per organitzar la supervivència dels pares de Ne Zha.
Les dos parts lluiten fins que Wuliang aconsegueix llançar el grup de Ne Zha al calderó. La mare de Ne Zha mor als braços del seu fill. Enfurismat, Ne Zha absorbeix el foc samadhi del calder, solidificant completament el seu nou cos. Amb l'ajuda dels dracs i presoners, Ne Zha i Ao Bing trenquen el calder. Units, obliguen les forces celestials a retirar-se. Després, Ao Guang porta els dracs restants a amagar-se al mar, amb l'excepció d'Ao Bing, que es queda darrere per ajudar a exposar la naturalesa de Wuliang.
En una escena post-crèdits, Wuliang es dirigeix a una presó secreta per negociar amb el captiu Shen Gongbao i el pare de Shen, esperant reclutar-los. No obstant això, acaben atrapats a la presó durant 10 anys quan Wuliang hipnotitza el guàrdia de la presó per anar a dormir. Els germans xian més grans de Ne Zha també són convocats per reunir-se amb Wuliang.

## Producció
Abans de l'estrena de Ne Zha (2019), el director Jiaozi va dir que l'equip de producció tenia la intenció de desenvolupar una seqüela si la pel·lícula funcionava bé a la taquilla. Ne Zha fou un èxit comercial, així que 5 dies després de ser estrenada, l'equip de producció va declarar que s'estava planificant una seqüela.Per a la segona pel·lícula, el cost total de producció va arribar als 600 milions de iuans, batent el rècord de 200 milions de iuans de Deep Sea (2023) per convertir-se en la pel·lícula d'animació més cara de la Xina. La pel·lícula també va comptar amb el suport dels fons de la província de Sichuan per a grans projectes culturals, que tenen un pressupost anual de 300 milions de iuans.
Ne Zha i Ne Zha 2 van trigar cinc anys a produir-se. Més de 4.000 persones a través de 138 empreses d'animació van participar en la creació de la pel·lícula, més del doble de les 1.600 persones de la primera pel·lícula. El productor Liu Wenzhang va dir que el nombre de personatges en aquesta pel·lícula és tres vegades el de la pel·lícula anterior. La pel·lícula anterior tenia més de 1.800 preses, mentre que la seqüela en té més de 2.400, incloent més de 1.900 preses d'efectes especials.
Un documental sobre la pel·lícula, anomenat Bupo Buli (Cap innovació sense destrucció) es va publicar en línia el 10 de febrer de 2025, i descriu el procés de realització del film.

## Marketing
El 7 de gener de 2025, es va estrenar el primer tràiler de la pel·lícula. Un segon tràiler va ser llançat el 26 de gener de 2025.

## Estrena
La pel·lícula es va estrenar a la Xina continental el 29 de gener de 2025 (el primer dia de l'Any Nou Xinès) en 2D, 3D, IMAX, CINITY, CGS, Dolby Cinema i altres formats. La pel·lícula va ser estrenada a Austràlia, Nova Zelanda i altres països el 13 de febrer de 2025, als Estats Units (en llançament limitat) i el Canadà el 14 de febrer, i a Hong Kong i Macau el 22 de febrer. Al sud-est asiàtic, la pel·lícula es va estrenar en dates que van del 6 de març (a Singapur) al 21 de març (a Indonèsia). El 21 de març s'estrena a Regne Unit i Irlanda.

## Recepció

### Taquilla
En tres dies després de la seua estrena a la Xina, la taquilla de la pel·lícula va assolir els 1.100 milions de iuans, la qual cosa es va convertir en la primera pel·lícula a assolir els 1.000 milions de iuans (137 milions de dòlars americans) a taquilla durant la campanya de l'Any Nou xinés del 2025. El quart dia de llançament, la taquilla va superar els 2.000 milions de iuans. El cinqué dia de llançament, va superar els 3.000 milions de iuans. Va superar els 4.000 milions de iuans als sis dies, i va batre el rècord en arribar als 4.000 milions de iuans en menys temps, superant el rècord establert pel detective Chinatown 3 el 2021. La taquilla va superar els 5.000 milions (684 milions de dòlars) el huité dia d'estrena, batent el rècord de 5.000 milions establert per The Battle at Lake Changjin l'any 2021, i va superar la taquilla total de la primera pel·lícula de Ne Zha, convertint-se en la pel·lícula d'animació més taquillera de la Xina. La sèrie de pel·lícules Ne Zha també es va convertir en la segona sèrie de pel·lícules en superar els 10.000 milions de iuans (1.370 milions de dòlars) amb només dos entregues, i la taquilla va superar els 6.000 milions el nové dia d'estrena.
A partir del 8 de febrer de 2025, la taquilla va superar els 7.200 milions de iuans, ocupant el primer lloc en el període de l'Any Nou xinés, superant Wolf Warrior 2 (2017) i The Battle at Lake Changjin (2021) per convertir-se en la pel·lícula xinesa més taquillera de tots els temps. El 8 de febrer, la taquilla va superar els 7.000 milions de iuans, convertint-se en la 63 pel·lícula en superar la marca dels 7.000 milions de iuans a tot el món i la primera pel·lícula no americana en fer-ho. També va superar el rècord de taquilla d'un sol territori de 936,7 milions de dòlars establert per Star Wars: The Force Awakens (2015), 11 dies després del seu llançament. Es va convertir en la pel·lícula d'animació més taquillera, superant el total de tota la vida de Inside Out 2 (2024) en menys de 3 setmanes des de l'estrena. És la primera vegada que una pel·lícula d'animació no nord-americana i en llengua no anglesa assoleix la fita, així com la segona pel·lícula d'animació no-Disney que s'etiqueta com a tal després de Shrek 2 (2004), que també va ser la pel·lícula més taquillera del seu any respectiu. Ne Zha 2 va superar la marca dels 2.000 milions de dòlars el 9 de març de 2025, convertint-se en la primera pel·lícula d'animació que ho va fer i en la setena pel·lícula que supera eixa fita.
En la seua estrena a Los Angeles el 12 de febrer, el Grauman's Chinese Theatre va esgotar les entrades immediatament. La pel·lícula va recaptar 7,2 milions de dòlars el cap de setmana d'estrena als Estats Units, en comparació amb el cap de setmana d'estrena d'1,2 milions de dòlars del seu predecessor.

### Resposta crítica

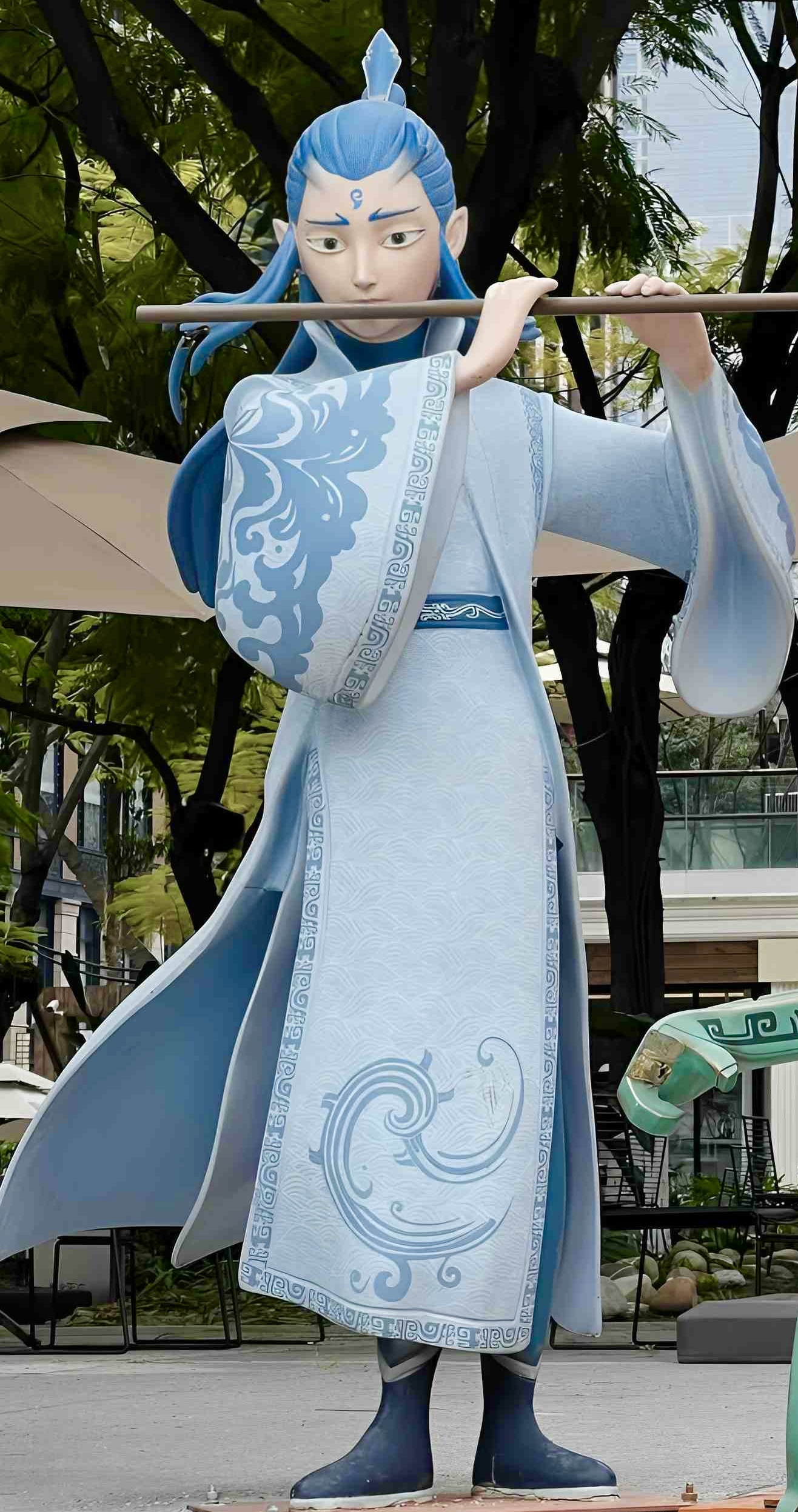
Escultura d'Ao Bing a la zona d'alta tecnologia de Chengdu.

Ne Zha 2 ha rebut crítiques molt positives per part de la crítica. Douban Movies va puntuar la pel·lícula amb un 8,5/10, i la pel·lícula també va tindre una puntuació mitjana de 9,7 sobre 10 a Maoyan i 9,8 sobre 10 a Taopiaopiao . Red Star News va elogiar els efectes especials, el guió i el concepte, i va dir que la pel·lícula "utilitza un guió sòlid i una expressió acurada de valors, demostrant que el "respecte per al públic" és la veritable contrasenya de taquilla". Shangguan News va elogiar la pel·lícula per continuar l'estil i el ritme de la pel·lícula anterior, i la millora addicional de les escenes de batalla i efectes especials, però va criticar la manca de suspens a la trama.

### Impacte
L'èxit aclaparador de la pel·lícula va ser àmpliament assenyalat per una varietat de mitjans de comunicació com una fita sense precedents per al cinema xinés i de fora de Hollywood, destacant el que implica per a la indústria cinematogràfica en general. Segons Taopiaopiao, Ne Zha 2 ha atret un gran nombre de públic que mai abans havia visitat un cinema. Molts van assenyalar que l'èxit de la pel·lícula es va deure a una varietat de factors, com ara la fanfàrria i l'expectació dels fans a causa de la primera pel·lícula, el seu moment d'estrena durant les vacances, el boca-orella del públic en general i l'orgull pel desenvolupament i els èxits posteriors de les taquilleres d'animació xineses al llarg dels anys, com ho mostren pel·lícules recents com White Snake, Ne Zha, Jiang Ziya,  Deep Sea i Chang'an. Després de l'estrena de la pel·lícula, la taquilla va continuar augmentant gràcies al boca-orella excel·lent, i molts ciutadans van acudir a les xarxes socials per expressar que era difícil aconseguir entrades per a la pel·lícula. Els internautes van utilitzar les xarxes socials dels productors per demanar que es programen més projeccions per satisfer les necessitats de visualització de l'audiència. En algunes zones, les projeccions de mitjanit estaven completament plenes, cosa que es va observar com un fenomen rar.
L'èxit de Ne Zha 2 va portar a diversos comentaristes a qualificar-lo de fita per al cinema internacional. Molts internautes van utilitzar les xarxes socials per expressar l'orgull de l'èxit de la pel·lícula. Simultàniament, la pel·lícula va inspirar comparacions directes entre ella i Captain America: Brave New World (2025), que es va estrenar a la Xina al mateix temps. El boca-orella negatiu dels compradors d'entrades de la pel·lícula americana als llocs web de venda d'entrades, va provocar una disminució massiva del rendiment de taquilla al país.
Ne Zha 2 tingué especial popularitat entre la diàspora xinesa a diversos països com Austràlia, Nova Zelanda i Amèrica del Nord. Es va informar que la pel·lícula va inspirar als espectadors neozelandesos a visitar Xina, i molts van elogiar la presentació de la pel·lícula i les representacions de la cultura xinesa.
Arran de l'èxit, l'empresa productora i distribuïdora de la pel·lícula, Enlight Media, va vore créixer les accions al límit diari després de l'Any Nou xinés.

## Marxandatge
La mercaderia oficial i els joguets de la pel·lícula es van convertir en els més venuts a les botigues de la Xina; moltes botigues van informar que els productes Ne Zha 2 es van esgotar completament. Després de l'estrena de la pel·lícula, les vendes de mercaderies de Ne Zha van superar els 50 milions de iuans en línia a la plataforma de comerç electrònic Taobao. En les dos setmanes posteriors a l'estrena de la pel·lícula, es van generar més de 400 milions de iuans en vendes a partir de mercaderies de marca.